# Cognitief model
Een cognitief model is een benadering van een of meer cognitieve processen bij mensen of andere dieren met het oog op begrip en voorspelling. Er zijn vele soorten cognitieve modellen, en zij kunnen variëren van diagrammen met hokjes en pijltjes tot een reeks vergelijkingen tot softwareprogramma's die in wisselwerking staan met dezelfde hulpmiddelen die mensen gebruiken om taken te volbrengen (b.v. computermuis en toetsenbord).

## Relatie tot cognitieve architectuur
Cognitieve modellen kunnen ontwikkeld worden binnen of buiten een cognitieve architectuur, hoewel de twee niet altijd gemakkelijk te onderscheiden zijn. In tegenstelling tot cognitieve architecturen, richten cognitieve modellen zich meestal op één enkel cognitief fenomeen of proces (b.v. leren van lijsten), hoe twee of meer processen op elkaar inwerken, of het maken van gedragsvoorspellingen voor een specifieke taak of hulpmiddel (b.v. hoe het instellen van een nieuw softwarepakket de productiviteit zal beïnvloeden). Cognitieve architecturen hebben de neiging gericht te zijn op de structurele eigenschappen van het gemodelleerde systeem, en helpen de ontwikkeling van cognitieve modellen binnen de architectuur te beperken. De meest populaire architecturen zijn ACT-R, Clarion, LIDA, en Soar.

## Geschiedenis
Cognitieve modellering heeft zich historisch ontwikkeld binnen de cognitieve psychologie/cognitieve wetenschap (met inbegrip van menselijke factoren), en heeft bijdragen ontvangen van de gebieden van machinaal leren en kunstmatige intelligentie onder anderen.

## Box-and-arrow modellen
Een aantal kernbegrippen worden gebruikt om de processen te beschrijven die betrokken zijn bij de perceptie, opslag en productie van spraak. Typisch worden ze gebruikt door spraakpathologen tijdens de behandeling van een kind patiënt. Het ingangssignaal is het spraaksignaal dat het kind hoort, meestal verondersteld afkomstig te zijn van een volwassen spreker. Het uitgangssignaal is de door het kind geproduceerde uiting. De ongeziene psychologische gebeurtenissen die plaatsvinden tussen de aankomst van een ingangssignaal en de productie van spraak vormen de kern van psycholinguïstische modellen. Gebeurtenissen die het ingangssignaal verwerken, worden inputprocessen genoemd, terwijl gebeurtenissen die de productie van spraak verwerken, outputprocessen worden genoemd. Van sommige aspecten van de spraakverwerking wordt aangenomen dat zij online gebeuren - d.w.z. dat zij plaatsvinden tijdens de eigenlijke perceptie
of productie van spraak en vereisen dus een deel van de aandacht die aan de spraaktaak wordt besteed. Andere processen, waarvan gedacht wordt dat ze offline gebeuren, vinden plaats als onderdeel van de achtergrond mentale verwerking van het kind in plaats van tijdens de tijd die gewijd is aan de spraak taak.
In deze zin wordt online verwerking soms gedefinieerd als plaatsvindend in real-time, terwijl van offline verwerking wordt gezegd dat het tijdloos is (Hewlett, 1990). In box-and-arrow psycholinguïstische modellen kan elk verondersteld niveau van representatie of verwerking in een diagram worden voorgesteld door een "box", en de relaties tussen hen door "pijlen", vandaar de naam. Soms (zoals in de modellen van Smith, 1973, en Menn, 1978, verderop in dit artikel beschreven) stellen de pijlen processen voor naast die welke in de vakjes worden weergegeven. Dergelijke modellen expliciteren de veronderstelde informatie-
verwerkingsactiviteiten die worden uitgevoerd in een bepaalde cognitieve functie (zoals taal), op een wijze die analoog is aan computer stroomdiagrammen die de processen en beslissingen weergeven die door een computerprogramma worden uitgevoerd. Box-and-arrow modellen verschillen sterk in het aantal ongeziene psychologische processen die zij beschrijven en dus in het aantal vakjes dat zij bevatten. Sommige hebben slechts één of twee vakjes tussen de input- en outputsignalen (b.v. Menn, 1978; Smith, 1973), terwijl andere meerdere vakjes hebben die complexe relaties weergeven tussen een aantal verschillende informatieverwerkende gebeurtenissen (b.v. Hewlett, 1990; Hewlett, Gibbon, & Cohen- McKenzie, 1998; Stackhouse & Wells, 1997). Het belangrijkste kader echter, en de bron van veel voortdurende discussie, is dat van de onderliggende representatie (of UR). In essentie legt een onderliggende representatie informatie vast die in de geest van een kind is opgeslagen over een woord dat hij of zij kent en gebruikt. Zoals de volgende beschrijving van verschillende modellen zal illustreren, hebben de aard van deze informatie en dus het (de) type(n) van representatie aanwezig in de kennisbasis van het kind reeds geruime tijd de aandacht van onderzoekers (Elise Baker et al. Psycholinguistic Models of Speech Development and Their Application to Clinical Practice. Journal of Speech, Language, and Hearing Research. June 2001. 44. p 685–702).

## Computationeel model
Een computationeel model is een wiskundig model in de computationele wetenschap dat uitgebreide computationele middelen vereist om het gedrag van een complex systeem door computersimulatie te bestuderen. Het te bestuderen systeem is vaak een complex niet-lineair systeem waarvoor eenvoudige, intuïtieve analytische oplossingen niet gemakkelijk beschikbaar zijn. In plaats van een wiskundig-analytische oplossing voor het probleem af te leiden, wordt met het model geëxperimenteerd door de parameters van het systeem in de computer te wijzigen en de verschillen in de uitkomst van de experimenten te bestuderen. Uit deze computationele experimenten kunnen theorieën over de werking van het model worden afgeleid/onderbouwd.
Voorbeelden van gangbare computationele modellen zijn weersvoorspellingsmodellen, aardsimulatiemodellen, vluchtsimulatiemodellen, moleculaire eiwitvouwingsmodellen, en neurale netwerkmodellen.

## Dynamische systemen
In de traditionele computationele benadering worden representaties gezien als statische structuren van discrete symbolen. Cognitie vindt plaats door statische symboolstructuren te transformeren in discrete, opeenvolgende stappen. [Zintuiglijke informatie wordt omgezet in symbolische inputs, die symbolische outputs produceren die worden omgezet in motorische outputs. Het hele systeem werkt in een voortdurende cyclus. 
Wat ontbreekt in deze traditionele kijk is dat menselijke cognitie continu en in real time gebeurt. Het opsplitsen van de processen in discrete tijdstappen kan dit gedrag niet volledig captureert. Het systeem onderscheidt zich door het feit dat een verandering in enig aspect van de systeemtoestand afhangt van andere aspecten van dezelfde of andere systeemtoestanden.
Een typisch dynamisch model wordt formaliseren door verscheidene differentiaalvergelijkingen die beschrijven hoe de toestand van het systeem verandert in de tijd. Door dit te doen, dragen de vorm van de ruimte van mogelijke banen en de interne en externe krachten die een specifieke baan vormgeven die zich in de tijd ontvouwt, in plaats van de fysieke aard van de onderliggende mechanismen die deze dynamica manifesteren, verklarende kracht. In deze dynamische zienswijze veranderen parametrische inputs de intrinsieke dynamica van het systeem, eerder dan een interne toestand te specificeren die één of andere externe stand van zaken beschrijft.